# باولو بوسيللي
باولو بوسيللي (بالإيطالية: Paolo Boselli)‏ سياسي إيطالي (8 يونيو 1838-10 مارس 1932) تولى رئاسة الحكومة في إيطاليا من 18 يونيو 1916 إلى 29 أكتوبر 1917 أثناء الحرب العالمية الأولى.
في عهده أعلنت بلاده الحرب على الإمبراطورية الألمانية في 28 أغسطس 1916. استقال في أكتوبر 1917 أثناء تراجع الجيش الإيطالي في معركة كابوريتو.

## روابط خارجية
- باولو بوسيللي على موقع الموسوعة البريطانية (الإنجليزية)